# علي عبد الله السمه
علي عبد الله السمه هو مغني وشاعر وملحن يمني. ولد عام 1935 في صنعاء القديمة، وترعرع ودرس فيها. عمل في بداية حياته في قيادة ناقلات البضائع، ثم هاجر إلى المملكة العربية السعودية بحثاً عن عمل، ثم عاد إلى اليمن والتحق بصفوف القوات المسلحة. حصل على ماجستير في العلوم العسكرية من الاتحاد السوفييتي، درس الموسيقى في المعهد العالي للموسيقى في عدن. عمل في إذاعة صنعاء ثم في إذاعة تعز. ويعد الشاعر من جيل إحياء التراث اليمني، وكتب القصيدة العاطفية والوطنية والاجتماعية. تعامل مع العديد من الشعراء اليمنيين. أنجب ثلاثة من الذكور؛ مراد، محمد، حمود.